# 尉氏兴国寺塔
34°24′29.05″N 114°11′51.65″E / 34.4080694°N 114.1976806°E
尉氏兴国寺塔，位于中华人民共和国河南省开封市尉氏县，因其原位于县城大东门外半公里兴国寺内，俗名东关塔。该塔于1963年被列为河南省文物保护单位，2006年被列为第六批全国重点文物保护单位。

## 历史
兴国寺塔始建于北宋太平兴国年间，为兴国寺内的一座舍利塔。后兴国寺因战乱被毁，只有该塔保存下来。明洪武元年（1368年），兴国寺依旧重建，当时有五佛殿、三佛殿、寝殿等。成化十四年（1478年），僧人悟昭又建千佛殿，并塑金佛千尊。嘉靖二十五年（1546年），重修塔的上三层，并在最上一层塔心柱嵌有石刻塔铭一方。后寺废塔存。

## 结构
兴国寺塔为平面六角形，共八级。该塔为楼阁式砖塔，外檐饰斗拱、角梁、枋木等仿木结构构件。因几次遭受黄河水患，塔底层被淤，现进入塔室的券门在塔的西面，略低于地面。兴国寺塔现通高30米，下围直径6.8米，塔身内外均用长39、宽18、厚6厘米和长34、宽16、厚7厘米的青砖砌筑。塔身每层高度由下而上逐层递减，平座面阔也渐次收敛，除第七层外，每层都辟置有小门。门有拱形，也有圭形。在二层、三层、五层上置有假门。塔顶呈六角攒尖顶，最上部置一宝瓶式铜刹。整个塔体呈角锥形。塔体内外壁，共有佛龛410个（其中外壁288个），每层均有镶嵌。塔体内部砌筑塔心柱，置螺旋式甬道，施以阶梯，绕塔心柱盘旋而上直达顶层。